# Franz Oppenheimer

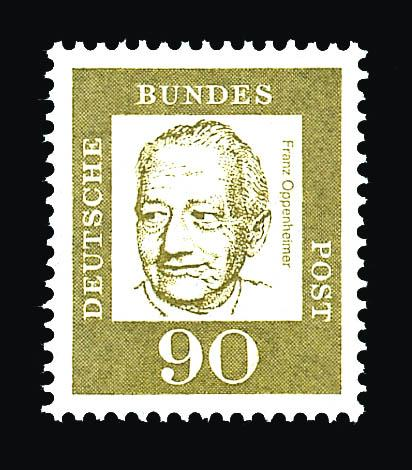
Franz Oppenheimer på ett tyskt frimärke.

Franz Oppenheimer, född 30 mars 1864 i Berlin, Tyskland, död 30 september 1943 i Los Angeles, USA, var en tysk sociolog och politisk ekonom. Han skrev ca 40 böcker och 400 essäer i ämnena sociologi, ekonomi och politik. 

## Biografi
Oppenheimer blev medicine doktor 1885 och utövade läkarpraktik till 1896, övergick sedermera till journalistiken, men ägnade sig snart helt åt nationalekonomiskt och sociologiskt författarskap. År 1908 promoverades han till filosofie doktor. Han blev 1909 docent vid Berlins universitet och 1919 professor i sociologi och teoretisk nationalekonomi vid universitetet i Frankfurt am Main.
Två verk av Franz Oppenheimer brändes av nationalsocialister under bokbålen runt om i Nazityskland 1933. Det var Das Grundgesetz der marxistischen Gesellschaftslehre (1905) och ''Die soziale Frage und der Sozialismus (1913).

## Teoretiska ståndpunkter
Grundtankarna i Oppenheimers arbeten är sammanförda i Theorie der reinen und politischen Ökonomie (1910; andra upplagan1911). Han stod i avgjord opposition mot den pessimistiska riktningen inom klassisk nationalekonomi, var starkt kritisk mot Karl Marx och ville, delvis med utgångspunkt från Adam Smith, sammanknyta den liberala socialismen med Henry Charles Carey, Eugen Dühring och i viss mån Theodor Hertzka samt åt denna socialism ge en vetenskaplig systematisering. 
Ej minst framträdande hos Oppenheimer är hans hävdande av de naturrättsliga principerna. I stark strid mot dem står, enligt honom, det sakförhållandet i vårt ekonomiska samhällsliv, att all jord genom monopol blivit avspärrad från de odlingsvilliga. Utan detta monopol och det därmed följande storgodsväsendet skulle jord alltjämt vara tillgänglig för alla, som önskade sådan. Utefter tankelinjer, som delvis erinrar om Achille Loria, utvecklade Oppenheimer, hur jordavspärrningen "producerat och reproducerat" arbetarklassen och det klassmonopolförhållande, som tvingar samma klass att sälja sin arbetskraft mot en ersättning, som utgör endast en ringa del av dess avkastning; härigenom alstras mervärde åt dem, som köper arbetskraften. 
Detta monopolförhållande bildar roten till alla sociala problem. Så snart jorden löses från det nuvarande monopolet, avlägsnas detta förhållande, jordräntan och kapitalvinsten upphör, endast en inkomstart förekommer, nämligen arbetslönen; proletariatet försvinner. I sin psykologiska och historiska framställning av sociologins och nationalekonomins grundvalar skildrar Oppenheimer, hur behovstillfredsställandet försiggått och försiggår efter "det minsta medlets lag" på två huvudvägar: 1) den politiska - i det mer outvecklade tillståndet rov eller ersättningslöst tillägnande, i det mer utvecklade tillståndet staten med dess rättsliga sanktion åt herreklassens monopolmakt, och 2) den ekonomiska - arbete och byte, som fulländas i den kring marknaden koncentrerade samhällshushållningen. Oppenheimers försök med ett kooperativt samhälle, grundlagt i närheten av Eisenach, misslyckades.